# Clarity (Album)
Clarity (englisch für „Reinheit“) ist das Debütalbum des deutsch-russischen EDM-Musikers Zedd.

## Entstehung und Artwork
Mit Ausnahme von zwei Remixen wurden alle Lieder des Albums von Zedd, alleine oder in Kooperation mit wechselnden Autoren, verfasst. Am häufigsten mit zwei Stücken wirkte der US-amerikanische Singer-Songwriter Matthew Koma mit. Alle Lieder wurden alleine von Zedd produziert, mit Ausnahme von zwei Titeln, an denen Lucky Date und Skrillex als Co-Produzenten mitwirken. Gemastert wurde das Album von Huntley Miller (HM Mastering in Minneapolis), Skrillex, Rob Swire und Zedd. Das Album wurde von Ryan Shanahan und Jesse Taub arrangiert. Mit Ausnahme eines Remixes wurden alle Lieder von Zedd gemischt, ein Remix wurde von Skrillex abgemischt. Das Album wurde unter dem Musiklabel Interscope Records veröffentlicht. Auf dem Cover des Albums ist – neben Künstlernamen und Liedtitel – ein visuelles Kreuz mit dem Logo von Zedd als Mittelpunkt zu sehen. Das Coverbild ist identisch mit dem der gleichnamigen Single, lediglich die Farbgestaltung weicht davon ab. Das Artwork des Coverbildes stammt von David D. Navarro, das Layout von Liam Ward.

## Veröffentlichung und Promotion
Die Erstveröffentlichung von Clarity erfolgte am 2. Oktober 2012 als digitale Veröffentlichung in Nordamerika und als physische Veröffentlichung im Vereinigten Königreich. Die Veröffentlichung in Deutschland erfolgte drei Tage später am 5. Oktober 2012. Das Album besteht aus zehn neuen Studioaufnahmen. Neben der regulären Albumveröffentlichung folgte am 24. September 2013 auch die Veröffentlichung einer „Deluxe-Edition“. Diese beinhaltet vier weitere Bonus-Tracks, wovon zwei nur Remixe bereits veröffentlichter Titel anderer Künstler sind. Neben der weltweit veröffentlichten Deluxe-Edition, existieren auch viele regionale Veröffentlichungen des Albums, die sich alle durch die Anzahl und Auswahl der Bonus-Tracks unterscheiden.

## Inhalt
Alle Liedtexte sind komplett in englischer Sprache verfasst. Bei Shave It Up handelt es sich um einen Remix des bereits im Vorjahr als EP erschienenen Stücks Shave It. Das Lied Alive (Zedd Remix) ist ein Remix der gleichnamigen Singleveröffentlichung des australischen Pop-Duos Empire of the Sun. Das Lied Breakn’ a Sweat (Zedd Remix) beinhaltet ein Audiosample des The-Doors-Liedes Light My Fire und ein Sample eines Jim Morrison Interviews aus dem Jahr 1969. Musikalisch bewegen sich die Lieder im Bereich des EDM und House. Bei vielen seiner Lieder wurde Zedd von bekannten Gastsängern wie unter anderem Ellie Goulding und Ryan Tedder unterstützt (siehe Mitwirkende).
| #  | Titel                                                                 | Autor(en)                                                                        | Produzent(en)          | Länge |
| -- | --------------------------------------------------------------------- | -------------------------------------------------------------------------------- | ---------------------- | ----- |
| 1  | Hourglass (feat. LIZ)                                                 | Elizabeth Nicole Abrams, Zedd                                                    | Zedd                   | 5:13  |
| 2  | Shave It Up                                                           | Zedd                                                                             | Zedd                   | 3:10  |
| 3  | Spectrum (feat. Matthew Koma)                                         | Matthew Koma, Zedd                                                               | Zedd                   | 4:03  |
| 4  | Lost at Sea (feat. Ryan Tedder)                                       | Ryan Tedder, Zedd                                                                | Zedd                   | 3:45  |
| 5  | Clarity (feat. Foxes)                                                 | Holly Hafferman, Matthew Koma, Porter Robinson, Zedd                             | Zedd                   | 4:31  |
| 6  | Codec                                                                 | Zedd                                                                             | Zedd                   | 6:01  |
| 7  | Stache                                                                | Zedd                                                                             | Zedd                   | 4:04  |
| 8  | Fall Into the Sky (mit Lucky Date feat. Ellie Goulding)               | Lucky Date, Ellie Goulding, Zedd                                                 | Lucky Date, Zedd       | 3:37  |
| 9  | Follow You Down (feat. Bright Lights)                                 | Heather Bright, Phil Schwan, Zedd                                                | Zedd                   | 5:47  |
| 10 | Epos                                                                  | Zedd                                                                             | Zedd                   | 5:36  |
|    | Japanische Bonus-Tracks                                               |                                                                                  |                        |       |
| 11 | Spectrum (Livetune Remix) (feat. Matthew Koma & Hatsune Miku)         | Matthew Koma, Zedd                                                               | Zedd                   | 5:57  |
| 12 | Spectrum (Akustikversion) (feat. Matthew Koma)                        | Matthew Koma, Zedd                                                               | Zedd                   | 1:50  |
| 13 | Clarity (Zedd Union Mix) (feat. Foxes)                                | Holly Hafferman, Matthew Koma, Porter Robinson, Zedd                             | Zedd                   | 3:27  |
|    | Deluxe-Edition                                                        |                                                                                  |                        |       |
| 11 | Stay the Night (feat. Hayley Williams)                                | Carah Faye, Benjamin Eli Hanna, Hayley Williams, Zedd                            | Zedd                   | 3:37  |
| 12 | Push Play (feat. Miriam Bryant)                                       | Miriam Bryant, Victor Rådström, Zedd                                             | Zedd                   | 3:37  |
| 13 | Alive (Zedd Remix) (Interpretiert von Empire of the Sun)              | Steven Bach, Nicholas Littlemore, Peter Mayes, Jonathan Sloan, Luke Steele, Zedd | Zedd (Remix)           | 3:45  |
| 14 | Breakn’ a Sweat (Zedd Remix) (Interpretiert von Skrillex & The Doors) | John Densmore, Robert Krieger, Ray Manzarek, Sonny Moore, Jim Morrison           | Skrillex, Zedd (Remix) | 4:33  |

## Singleauskopplungen
Bereits ein Jahr vor der Veröffentlichung des Albums wurde am 2. Oktober 2011 vorab die Single Shave It Up ausgekoppelt. Ebenfalls vorab erschien vier Monate zuvor, am 4. Juni 2012, die Single Spectrum. Am 9. Oktober 2012 folgte die dritte Singleveröffentlichung Stache. Am 12. November 2012 die vierte Singleauskopplung Clarity. Es folgte am 10. September 2013 Stay the Night und als bislang letzte Single wurde im Oktober 2013 Push Play veröffentlicht. Folgende Singles konnten sich in den Charts platzieren:
Singles in den Charts

| Jahr | Titel Album                             | Höchstplatzierung, Gesamtwochen, AuszeichnungChartplatzierungen (Jahr, Titel, Album, Platzierungen, Wochen, Auszeichnungen, Anmerkungen) | Höchstplatzierung, Gesamtwochen, AuszeichnungChartplatzierungen (Jahr, Titel, Album, Platzierungen, Wochen, Auszeichnungen, Anmerkungen) | Höchstplatzierung, Gesamtwochen, AuszeichnungChartplatzierungen (Jahr, Titel, Album, Platzierungen, Wochen, Auszeichnungen, Anmerkungen) | Höchstplatzierung, Gesamtwochen, AuszeichnungChartplatzierungen (Jahr, Titel, Album, Platzierungen, Wochen, Auszeichnungen, Anmerkungen) | Höchstplatzierung, Gesamtwochen, AuszeichnungChartplatzierungen (Jahr, Titel, Album, Platzierungen, Wochen, Auszeichnungen, Anmerkungen) | Anmerkungen                                                                           |
| Jahr | Titel Album                             | DE | AT | CH | UK | US | Anmerkungen                                                                           |
| ---- | --------------------------------------- | --- | --- | --- | --- | --- | ------------------------------------------------------------------------------------- |
| 2012 | Spectrum Clarity                        | DE80 (1 Wo.)DE | AT30 (10 Wo.)AT | — | — | US— PlatinUS | Erstveröffentlichung: 4. Juni 2012 Verkäufe: + 1.030.000; feat. Matthew Koma          |
| 2012 | Clarity                                 | DE94 (2 Wo.)DE | — | — | UK27 Platin · (14 Wo.)UK | US8 ×5Fünffachplatin · (33 Wo.)US | Erstveröffentlichung: 12. November 2012 Verkäufe: + 6.287.500; feat. Foxes / Medina   |
| 2013 | Stay the Night Clarity (Deluxe-Edition) | DE15 Gold · (19 Wo.)DE | AT12 (17 Wo.)AT | CH56 (5 Wo.)CH | UK2 Gold · (12 Wo.)UK | US18 ×2Doppelplatin · (22 Wo.)US | Erstveröffentlichung: 10. September 2013 Verkäufe: + 2.769.000; feat. Hayley Williams |

## Mitwirkende
Albumproduktion
- Elizabeth Nicole Abrams (LIZ): Autor, Gesang (Lied 1)
- Steven Bach: Autor (Lied 13)
- Heather Bright (Bright Lights): Autor, Gesang (Lied 9)
- Miriam Bryant: Autor, Gesang (Lied 12)
- RJ Colston: Hintergrundgesang (Lied 5 und 8)
- John Densmore: Autor (Lied 14)
- Carah Faye: Autor (Lied 11)
- Kevin Feller: Hintergrundgesang (Lied 5)
- Foxes: Gesang (Lied 5)
- Ghostwriter: Tonmeister (Lied 5)
- Ellie Goulding: Autor, Gesang (Lied 8)
- Holly Hafferman: Autor (Lied 5)
- Benjamin Eli Hanna: Autor (Lied 11)
- Mitch Kenny: Arrangement (Lied 9)
- Matthew Koma: Gesang (Lied 3), Komponist (Lied 3 und 5)
- Ashley Krajewski: Tonmeister (Lied 8)
- Robert Krieger: Autor (Lied 14)
- Nicholas Littlemore: Autor (Lied 13)
- Lucky Date: Autor, Gesang, Musikproduzent (Lied 8)
- Ray Manzarek: Autor (Lied 14)
- Peter Mayes: Autor (Lied 13)
- Huntley Miller: Mastering
- Sonny Moore: Autor (Lied 14)
- Jim Morrison: Autor (Lied 14)
- Malachi Mott: Hintergrundgesang (Lied 5)
- David D. Navarro: Artwork (Cover)
- Priya Prins: Hintergrundgesang (Lied 5)
- Victor Rådström: Autor, Tonmeister (Lied 12)
- Drew Ressler: Hintergrundgesang (Lied 5)
- Porter Robinson: Autor, Hintergrundgesang (Lied 5)
- Phil Schwan: Autor (Lied 9)
- Ryan Shanahan: Arrangement (Lied 1–3, 6–7 und 9–12), Vocal Editing (Lied 4–5 und 8)
- Skrillex: Abmischung, Mastering, Musikproduzent, Tonmeister (Lied 14)
- Jonathan Sloan: Autor (Lied 13)
- Luke Steele: Autor (Lied 13)
- Rob Swire: Mastering (Lied 11–12)
- Jesse Taub: Arrangement (Lied 1–7 und 9–12), Hintergrundgesang (Lied 5–6 und 11)
- Ryan Tedder: Autor, Gesang (Lied 4)
- Liam Ward: Layout (Cover)
- Hayley Williams: Autor, Gesang (Lied 11)
- Zedd: Abmischung (Lied 1–13), Autor (Lied 1–12), DJ (Lied 1–14), Hintergrundgesang (Lied 1 und 5), Mastering, Musikproduzent (Lied 1–14), Vocal Editing (Lied 4–5 und 8)

Unternehmen
- Interscope Records: Musiklabel
- Metropolis Mastering: Mastering
- Universal Music Publishing: Vertrieb

## Rezensionen
Philip Sherburne vom Spin Magazin vergab 5/10 Punkten, mit der Begründung: „45 Minuten mit Drehungen, Wendungen, Come-ups und Kodas werden anstrengend. Die Produktionsperspektive gibt wenig Innovation her.“ Des Weiteren beklagt er das „millionenfache vorkommen von Sirenen, Rauschen und sprudelnden Synthesizern.“
Will Robinson von Sputnikmusic vergab 2/5 Sternen. Er sagte: „Die Qualität von Clarity ist vorhanden, diese ist aber gering und nicht ausreichend um das Album über Wasser zu halten.“
Andy Kellman von Allmusic meinte, das Album werde denen gefallen, die guten „handgemachten“ Dance-Pop mögen. Diese Leute sollten Zedd weiterverfolgen. Er vergab vier von fünf möglichen Sternen.
Peter Kandunias von Gigwise vergab 4/10 Sternen, er sagte „Alles klingt unglaublich gleich, die Lieder verwischen alle in eins und somit fehlt Clarity jede Klarheit.“
Daniel Shaw von EDM Insider vergab die Note A+, mit der Begründung „Zedd is nicht nur auf der Suche nach großen Klängen in seiner kreativen Arbeit, er schafft es ein komplettes Album zu erschaffen.“
Michael Wakabayashi vom Magazin Magnetic meinte, man solle sich zuerst die Single „Clarity“ auf iTunes kaufen, und wenn man diese dann liebe, das ganze Album erwerben. Dieses werde nicht enttäuschen.
Laut einem Autor von Dancing Astronaut sei das Album eher eine große Erzählung anstatt einer willkürlichen Zusammenstellung, womit das Album Justices † ähnele. Alles in allem müsse ein legitimer Künstler auch bereit sein, Risiken einzugehen, und Zedd zeige, dass es diese aufgenommenen Risiken wert seien. Der Autor vergab 4,75 von fünf möglichen Sternen.
Ein Autor von ElectroJams hielt das Album für eine der stärksten Releases des Jahres im Dance-Genre, wenn nicht die beste. Man merke allerdings, dass Zedd etwas mehr in Richtung Mainstream gehe.

## Kommerzieller Erfolg

### Chartplatzierungen
Clarity erreichte in den Vereinigten Staaten Rang 38 der Billboard 200 und konnte sich insgesamt 23 Wochen in den Charts platzieren. Für Zedd ist es der erste Charterfolg in den US-amerikanischen Albumcharts.
| ChartsChartplatzierungen       | Höchstplatzierung | Wochen |
| ------------------------------ | ----------------- | ------ |
| Vereinigte Staaten (Billboard) | 38 (23 Wo.)       | 23     |

### Auszeichnungen für Musikverkäufe
| Land/Region               | Auszeichnungen für Musikverkäufe (Land/Region, Auszeichnung, Verkäufe) | Verkäufe  |
| ------------------------- | ---------------------------------------------------------------------- | --------- |
| Kolumbien (ASINCOL)       | Platin                                                                 | 10.000    |
| Kanada (MC)               | Platin                                                                 | 80.000    |
| Neuseeland (RMNZ)         | Gold                                                                   | 7.500     |
| Philippinen (PARI)        | 5× Platin                                                              | 75.000    |
| Singapur (RIAS)           | Gold                                                                   | 5.000     |
| Vereinigte Staaten (RIAA) | Platin                                                                 | 1.000.000 |
| Insgesamt                 | 2× Gold · 8× Platin ·                                                  | 1.177.500 |

Hauptartikel: Zedd/Auszeichnungen für Musikverkäufe